# Liste des tribus slaves médiévales
Cet article dresse la liste des tribus slaves médiévales, c'est-à-dire avant les années 1500.

Europe en 138

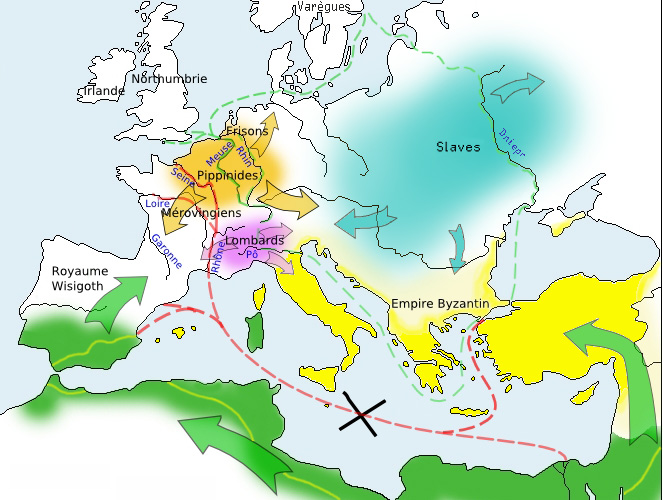
Routes commerciales en Europe après 750

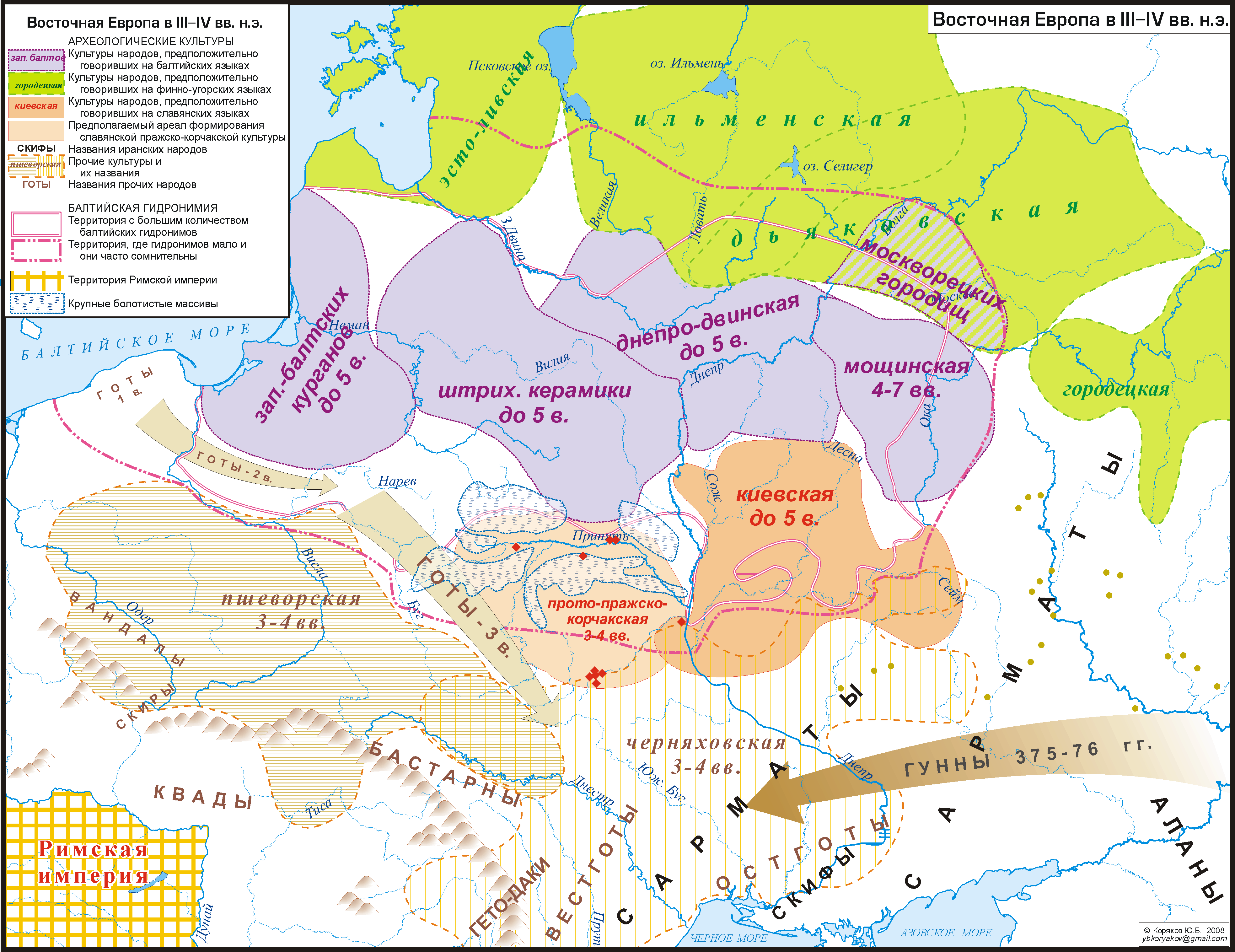
Europe de l'Est aux

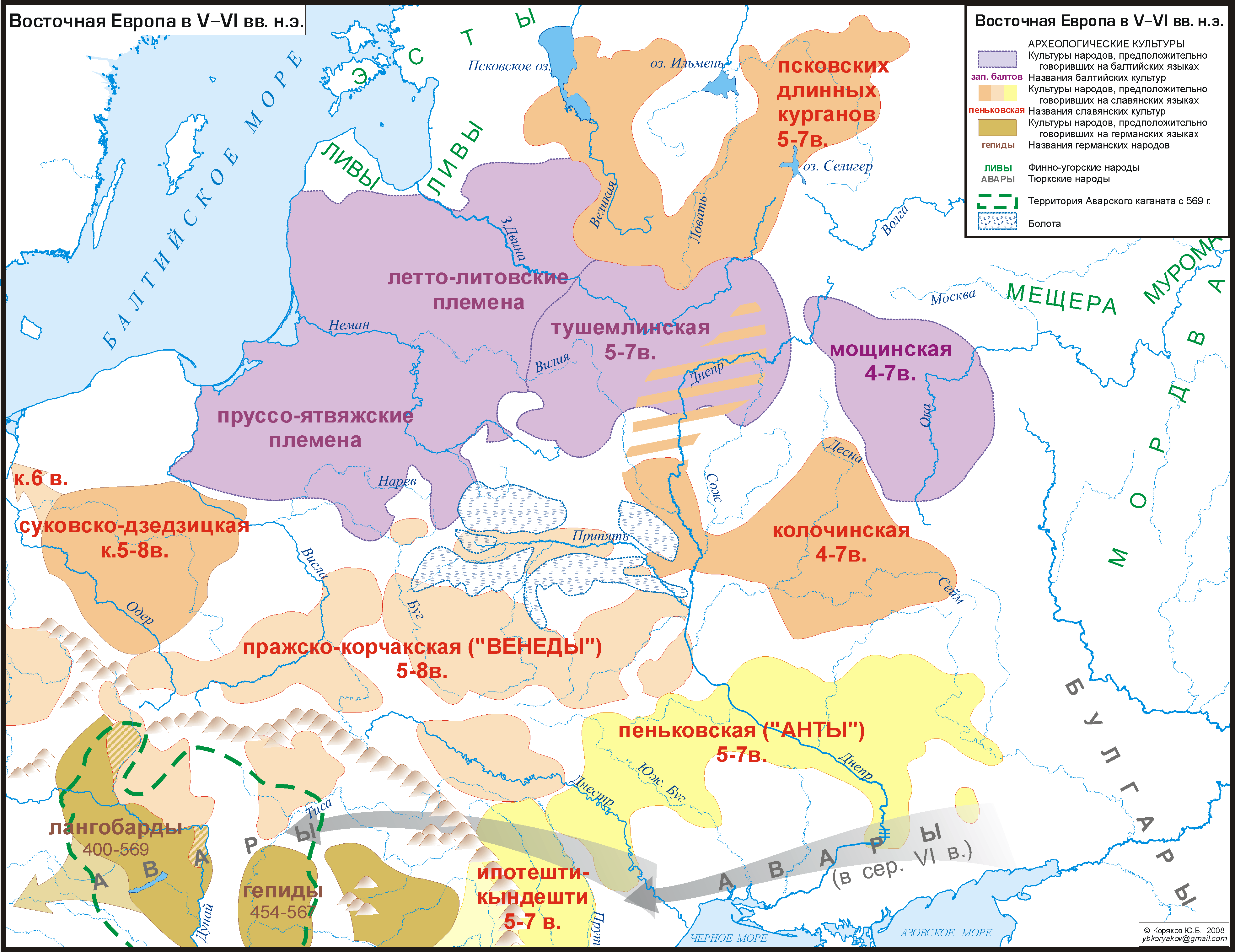
Europe de l'Est aux

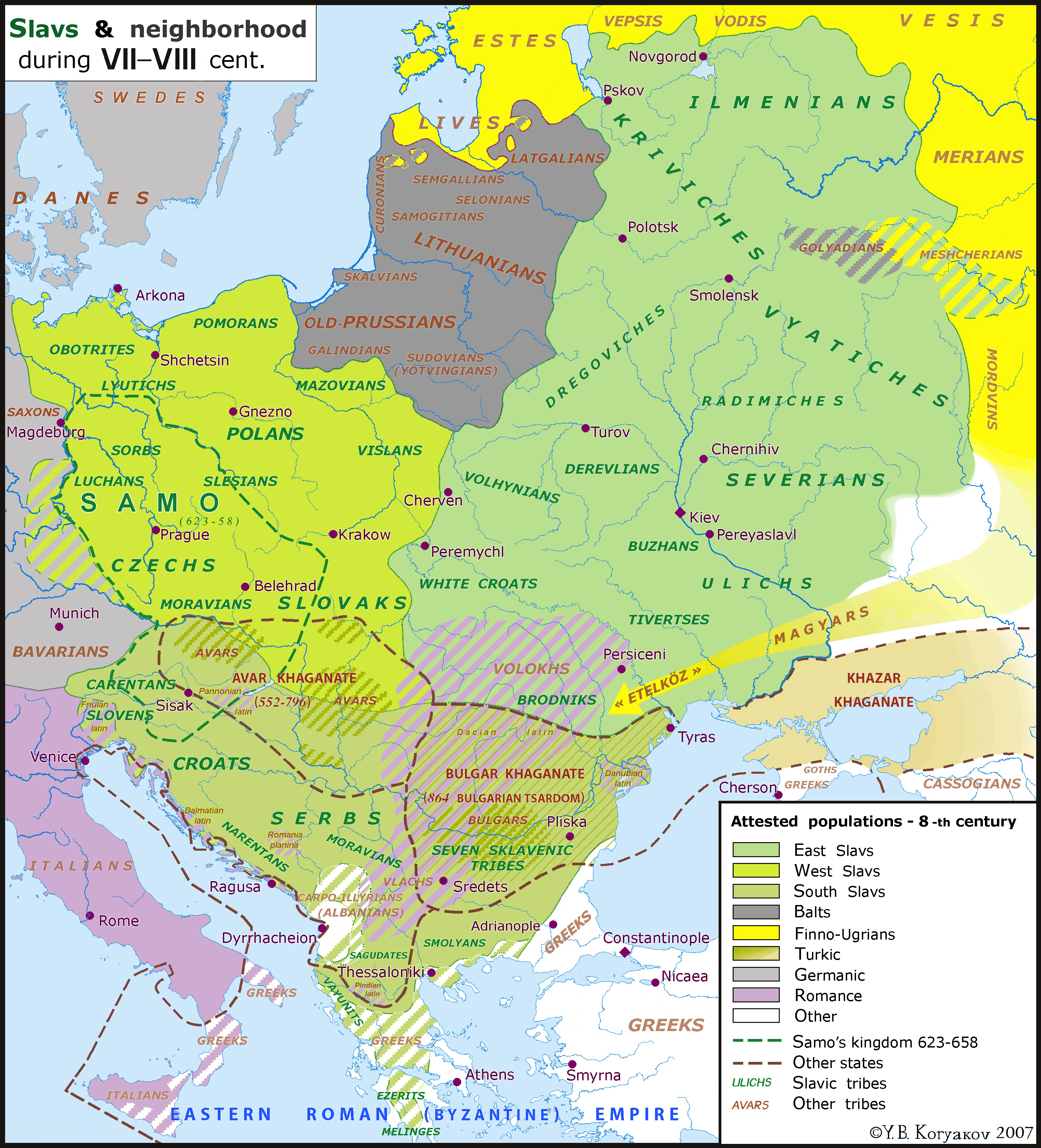
Implantations slaves aux

Implantations slaves aux

## Slaves orientaux[1]
- Boujanes
- Dregovitches
- Drevliens
- Doulièbes
- Goriens
- Slaves ilmènes
- Culture de Kiev
- Krivitches
- Culture de Korchak
- Culture Penkovka
- Polanes orientaux
- Polochanes
- Radimitches
- Séverianes
- Tivertsiens
- Oulitches
- Volyniens
- Viatitches

## Slaves occidentaux[2]
- Goplanes
- Hevelles
- Lendzianes
- Lugiens
- Milceni
- Mazurs
- Abodrites
- Poméraniens
- Polabes
- Polanes occidentaux
- Prissanes
- Ranes
- Slovènes
- Slézanes
- Sorabes
- Vélètes
- Vislanes
- Voliniens
- Croates blancs
- Serbes blancs

## Slaves méridionaux(du Sud)[3]
- Antes
- Baiounitai
- Berzites
- Bochnianes[4]
- Braničevci
- Carantaniens
- Croates
- Dragovites
- Ezerites
- Guduscani
- Mélinges
- Recchines
- Sagoudates
- Serbes
- Les Sept Tribus slaves
- Smolianes
- Strymonites
- Timotchanes
- Vélètes
- Zagorites